# Navares de las Cuevas
Navares de las Cuevas is een gemeente in de Spaanse provincie Segovia in de regio Castilië en León met een oppervlakte van 18,88 km². Navares de las Cuevas telt 27 inwoners (1 januari 2016).

## Demografische ontwikkeling
Bron: INE, 1857-2011: volkstellingen